# رسلان مخوموتوف
رسلان مخوموتوف هو لاعب كرة قدم روسي في مركز الوسط، ولد في 27 يناير 1991 في تولياتي في روسيا. لعب مع دينامو موسكو وروبين قازان ونادي توغلياتي لكرة القدم.